# フクロユキノシタ

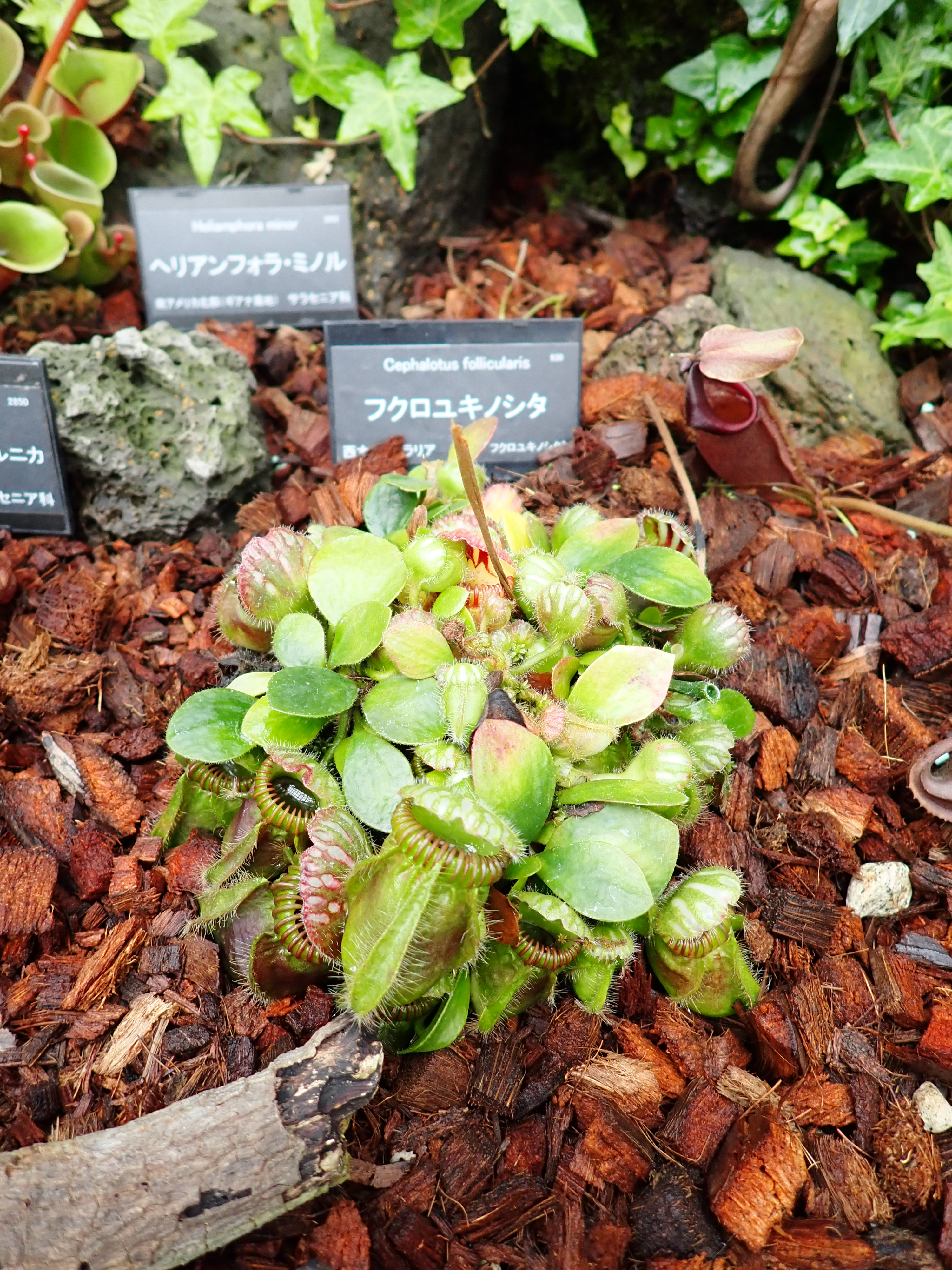
植栽（2024年11月 大阪市 咲くやこの花館）

フクロユキノシタ (袋雪の下、Cephalotus follicularis) は食虫植物の1種で、フクロユキノシタ科に所属する唯一の種である。別名セファロタスとも呼ばれている。

## 分類
フクロユキノシタはフクロユキノシタ属に属する唯一の種で（単型属）、フクロユキノシタ属はフクロユキノシタ科を構成する唯一の属である（単型科）。
形態学に基づく伝統的な新エングラー体系及びクロンキストは、いずれもフクロユキノシタをバラ目の中に含めている。
分子系統学のAPG分類体系では真正双子葉植物 (Eudicots) バラ類 (Rosids) の真正バラ類 I (Eurosids I) カタバミ目に所属させる。

## 分布
西南オーストラリア海岸の一部にのみ分布する。

## 商業利用
食虫植物として人気があり、観葉植物として広く栽培されている。だが、一般市場ではあまり見かけることがない。ほとんどの入手はオンライン販売や即売会で入手する必要がある。
以前はワシントン条約附属書IIに掲載されていたが、オーストラリア南西部の保護区に比較的豊富にあることや簡単に栄養繁殖可能であることから、現在は掲載されていない。

## 園芸品種
野生下では1科1属１種のみだが野生種の中から目立ったサイズや色のものを厳選して作り出された園芸品種がある。その例として通常捕虫葉が２～３cmしかならない野生種に比べ最大で捕虫葉が8cmにもなるセファロタスフォリキュラスハマーズジャイアント”Cephalotus follicularis　'Hummer's Giant'”（品種登録は2000年）や紅葉が美しく黒色に染まるセファロタスフォリキュラスエデンブラック”Cephalotus follicularis 'Eden Black'”などがある。

## 栽培の基本
食虫植物の中では栽培が簡単な部類に入る。用土はミズゴケが一番理想だが鹿沼土やピートモスでも問題ない。ただし栄養が多く含まれている用土を使用するとセファロタスが虫をとらえる必要性を感じなくなり捕虫葉がなくなってしまう可能性がある。水やりは1～2日に1回土が完全に湿り鉢底から水が出てくるまでやる。ほかの食虫植物と同じくわざと餌をあたえる必要はない。虫は人間で言うサプリメント的なものと考えればいい。
冬の低温が訪れると美しく紅葉する。耐寒性はそこそこあり1日数時間なら零下を下回っても問題ない（個人の経験に基づく）
日差しは夏以外は直射日光でも特に問題ない。